# Nancy Ajram
Nancy Nabil Ajram (n. 16 mai 1983, Beirut) este o cântăreață libaneză de muzică arăbească. Fiind supranumită «Madonna Estului», Ajram a lansat șapte albume de studio care au fost comercializate în peste 30 de milioane de exemplare pe plan internațional. Cel mai recent material discografic al său, intitulat 7 (2010), a fost comercializat în peste 500.000 de copii în săptămâna lansării.

## Discografie
Albume de studio
- 1998: Mihtagalak
- 2001: Sheel Oyounak Anni
- 2003: Ya Salam
- 2004: Ah W Noss
- 2006: Ya Tabtab...Wa Dallaa
- 2008: Betfakkar Fi Eih?!
- 2010: 7